# Borsa İstanbul
Borsa İstanbul, BİST désigne la Bourse de Turquie située à Istanbul également appelé IMKB avant le 5 avril 2013.
La Borsa İstanbul (abrégée en tant que BIST) est la seule entité d'échange de Turquie associant l'ancienne Bourse d'Istanbul (ISE) (Turkish: İstanbul Menkul Kıymetler Borsası, IMKB), l'Istanbul Gold Exchange (Turkish: İstanbul Altın Borsası, İAB) et le Échange de produits dérivés de la Turquie (turc: Vadeli İşlem Opsiyon Borsası, VOB) sous un parapluie. Il a été créé en tant que société incorporée avec une capitale fondatrice du symbole de la lira turque 8x10px.png 423,234,000 (environ 240 millions de dollars) le 3 avril 2013 et a commencé à fonctionner le 5 avril 2013. Son logo est le symbole traditionnel ottoman pour Istanbul, la tulipe. Son slogan est «vaut la peine d'investir».
Les actionnaires de Borsa İstanbul sont: 49 % Gouvernement de la Turquie, 41 % IMKB, 5 % VOB, 4 % membres IMKB, 1 % courtiers IMKB et 0,3 % membres IAB. Il est prévu que toutes les actions appartenant au gouvernement seront offertes en vente. Parmi les dirigeants du conseil d'administration de neuf membres, présidé par le président Himmet Karadağ, sont l'ancien vice-président de l'ISE Osman Akyüz, ancien responsable de VOB Işınsu Kestelli, directeur général de la Banque d'investissement Merrill Lynch Hüseyin Kelezoğlu et président de l'Association turque de Instituts intermédiaires du marché des capitaux Attila Köksal.
Le 26 novembre 2020, après une rencontre entre l'émir du Qatar et le président turc à Ankara, le Qatar annonce la signature d'un mémorandum d'entente concernant l'achat de 10 % des parts de Borsa İstanbul par le Qatar Investment Authority.
Les actionnaires de la Bourse d'Istanbul sont (en 2024) :
- Türkiye Wealth Fund - 80,6 %
- QH Oil Investments LLC - 10 %
- Association turque des marchés de capitaux (TCMA) - 1,3 %
- Borsa İstanbul A.Ş. - 2.32 %
- Autres - 5,78 %

## Histoire
La Bourse d'Istanbul (ISE) a été la seule société en Turquie à effectuer des opérations de change établies pour assurer la négociation d'actions, d'obligations et de factures, de certificats de partage des revenus, d'obligations du secteur privé, de titres étrangers et de certificats immobiliers ainsi que de titres internationaux . L'ISE a été fondée en tant qu'organisation professionnelle autonome au début de 1986. Elle est située dans un complexe de bâtiments moderne dans le quartier d'İstinye, du côté européen d'Istanbul, depuis le 15 mai 1995.
ISE abrite 320 entreprises nationales. Les heures de négociation sont de 09h30-12h30 pour la première session et de 14h00 à 17h30 pour la deuxième session, les jours ouvrés. Tous les membres de l'ISE sont des banques et des maisons de courtage incorporées.
Les indices de prix ISE sont calculés et publiés tout au long de la séance de négociation  tandis que les indices de retour sont calculés et publiés à la fin de la session uniquement. Les indices sont: ISE National-All Shares Index, ISE National-30, ISE National-50, ISE National-100, Secteur et sous-secteurs, ISE Second National Market Index, ISE New Economy Market Index et ISE Investment Trusts Index. L'indice ISE National-100 contient à la fois l'indice ISE National-50 et ISE National-30 et est utilisé comme principal indicateur du marché national.
Le 5 avril 2013, la Bourse d'Istanbul a fusionné avec la Bourse d'or d'Istanbul et a été réorganisée et renommée Borsa Istanbul.

## Les premiers jours du marché des valeurs mobilières en Turquie
L'origine d'un marché organisé des valeurs mobilières en Turquie a ses racines dans la seconde moitié du XIXe siècle. Le premier marché des valeurs mobilières dans l'Empire ottoman a été créé en 1866 sous le nom de «Dersaadet Securities Exchange» à la suite de la guerre de Crimée. Dersaadet Exchange a également créé un moyen pour les investisseurs européens qui cherchaient à obtenir des rendements plus élevés dans les vastes marchés ottomans. À la suite de la proclamation de la République turque, une nouvelle loi a été promulguée en 1929 pour réorganiser les marchés de capitaux naissants sous le nouveau nom de "Istanbul Securities and Foreign Exchange Bourse".
Bientôt, la Bourse est devenue très active et a largement contribué aux besoins de financement des nouvelles entreprises à travers le pays. Cependant, son succès a été assombri par une série d'événements, y compris la Grande Dépression de 1929 et la Seconde Guerre mondiale imminente à l'étranger qui ont coûté le monde des affaires en développement en Turquie. Au cours de l'essor industriel des décennies suivantes, l'augmentation continue du nombre et de la taille des sociétés par actions, qui a commencé à ouvrir leurs fonds propres au public. Ces actions matures ont fait face à une demande forte et croissante de la plupart des investisseurs individuels et de certains investisseurs institutionnels.
La première phase des années 1980 a connu une nette amélioration dans les marchés de capitaux turcs, tant en ce qui concerne le cadre législatif que les institutions nécessaires pour préparer les mouvements de capitaux. En 1981, la «Loi sur le marché des capitaux» a été promulguée. L'année suivante, le principal organisme de réglementation responsable de la supervision et de la réglementation du marché des valeurs turques, le Conseil des marchés financiers basé à Ankara, a été créé. Un nouveau décret a été émis en octobre 1983, prévoyant la mise en place d'une bourse de valeurs dans le pays. En octobre 1984, le «Règlement sur l'établissement et les fonctions des échanges de valeurs mobilières» a été publié au Journal officiel. Le règlement concernant les procédures opérationnelles a été approuvé au Parlement et la Bourse d'Istanbul a été formellement inaugurée fin 1985.
La Bourse d'Istanbul (ISE) était la seule société en Turquie pour la bourse des valeurs mobilières établie pour fournir des échanges d'actions, d'obligations et de bons, de certificats de partage des revenus, d'obligations du secteur privé, de titres étrangers et de certificats immobiliers ainsi que de titres internationaux. L'ISE a été fondé en tant qu'organisation professionnelle autonome au début de l'année 1986. Depuis le 15 mai 1995, elle est située dans un complexe de bâtiments modernes dans le quartier d'İstinye, sur la rive européenne d'Istanbul.

## Logo de la Borsa Istanbul
Le logo actuel de Borsa Istanbul est la fleur traditionnelle des jardins impériaux d'Istanbul, la tulipe (qui a également donné son nom à la période des tulipes dans l'histoire ottomane), qui a été présentée pour la première fois aux Européens à Vienne en 1554, comme cadeau du sultan ottoman Soliman le Magnifique à Charles Quint, empereur du Saint-Empire romain germanique, de la maison des Habsbourg.

## Adhésions d'ISE
L'ISE est membre à part entière de :
- World Federation of Exchanges (en) (WFE)
- Federation of Euro-Asian Stock Exchanges (en) (FEAS)
- International Securities Services Association (AISS)
- International Capital Market Association (ICMA)
- European Capital Markets Institute (ECMI)
- Forum économique mondial (FEM)
- Fédération des marchés européens des valeurs mobilières (FESE)
- Sustainable Stock Exchanges (SSE) initiative (en)

et aussi membre affilié de : * International Organization of Securities Commissions (IOSCO) (en)

## Investissements dans les combustibles fossiles
Selon Carbon Tracker, en 2021, 1 milliard de dollars d'investissements dans l'énergie au charbon risquaient d'être bloqués, dont 300 millions de dollars pour EÜAŞ (Compagnie de production d'électricité Turquie).

## ISE et l'art
Il y a une magnifique statue en marbre de quatre mètres de hauteur du «Bull and Bear», devant l'entrée du protocole ISE. Créée par l'un des premiers sculpteurs de la Turquie, Mehmet Aksoy, la statue symbolise le comportement des marchés boursiers du monde, un taureau agressif prêt à attaquer l'ours qui se rend. Un autre groupe de statues, sculpté par Şermin Güner, réalisé en l'honneur de tous les courtiers existants et décédés, représente les courtiers engagés dans l'exécution des ordres, cette dernière est placée à l'entrée principale.
La Bourse d'Istanbul contribue aux arts en organisant des expositions et des concerts ainsi que des événements artistiques importants à Istan.